# 世界一周 魅惑の鉄道紀行
『世界一周 魅惑の鉄道紀行』（せかいいっしゅう みわくのてつどうきこう）は、BS-TBSで2012年10月8日から2018年9月24日まで放送していた紀行番組である。

## 概要
「世界夢列車に乗って」の後継番組として放送開始した。世界各地の鉄道路線から、沿線の名所・温泉・グルメなどと共に紹介する。コンシェルジュと称して案内人濱田マリの他に別のナレーターが入る場合がある。スペシャル版は2回分を同日放映する場合と、放送枠を拡大する場合の両方がある。2017年10月より(第198回〜)、7人の旅人が週替わりで案内する形が中心に変更された。

## 放送リスト

### 第1回 - 第197回
| 回数 | 初回放送日     | 国                                                                      | タイトル | コンシェルジュ    | 備考                                                               |
| ---- | -------------- | ----------------------------------------------------------------------- | --- | ----------------- | ------------------------------------------------------------------ |
| 1    | 2012年10月8日  | フランス                                                                | マリー・アントワネット ブライダルロードに秘められたスイーツを巡る                                                       |                   |                                                                    |
| 2    | 2012年10月15日 | フランス                                                                | 南仏を愛した3人の巨匠 〜シャネル・ピカソ・コクトー〜                                                                    |                   |                                                                    |
| 3    | 2012年10月22日 | イタリア                                                                | ローマ〜ナポリ トマトとチーズ料理で満喫!マンマ紀行                                                                      |                   |                                                                    |
| 4    | 2012年10月29日 | イタリア                                                                | フィレンツェからローマへ 極上の三ツ星紀行                                                                               |                   |                                                                    |
| 5    | 2012年11月5日  | フランス                                                                | 聖なるモン・サン・ミッシェル パワースポット 幸運を手に入れよう                                                          |                   |                                                                    |
| 6    | 2012年11月12日 | フランス                                                                | フランス美食紀行 シードル・カキそしてモンサンミッシェルへの旅                                                           |                   |                                                                    |
| 7    | 2012年11月19日 | オーストリア ハンガリー                                                 | ウィーン〜ブダペスト 皇妃エリザベートが愛した街を巡る                                                                   |                   |                                                                    |
| 8    | 2012年11月26日 | オーストリア                                                            | ザルツブルク〜ウイーン 三ツ星 音楽紀行                                                                                  |                   |                                                                    |
| 9    | 2012年12月3日  | アメリカ                                                                | 大地に抱かれ癒されたい! グランドキャニオンからセドナへ                                                                  |                   |                                                                    |
| 10   | 2012年12月10日 | アメリカ                                                                | アメリカで一番暮らしたい街へ アメリカ・モントレー                                                                       |                   |                                                                    |
| 11   | 2012年12月17日 | スペイン                                                                | 情熱の国 スペインを行く バスクの美食・伝統・文化に乾杯!                                                                 |                   |                                                                    |
| 12   | 2012年12月24日 | ドイツ                                                                  | フランクフルト〜シュトゥットガルト 世界で一番美しいクリスマスマーケットを探して                                         |                   |                                                                    |
| 13   | 2013年1月7日   | フランス                                                                | 冬のフランス美食紀行 ボルドーからバスクへ 地元食材・郷土料理を堪能                                                      |                   |                                                                    |
| 14   | 2013年1月14日  | ドイツ                                                                  | マインツ〜ケルン ドイツ古城の旅                                                                                         |                   |                                                                    |
| 15   | 2013年1月21日  | フランス                                                                | マリー・アントワネット ブライダルロードに秘められたスイーツを巡る【特別版】                                             |                   | #1の再編集                                                         |
| 16   | 2013年1月28日  | イタリア                                                                | イタリアセレブ紀行 ローマ〜サレルモ 憧れのアマルフィ 絶景を求めて                                                       |                   |                                                                    |
| 17   | 2013年2月4日   | イタリア                                                                | ナポリ〜ソレント半島 心を満たすイタリアの食卓                                                                           |                   |                                                                    |
| 18   | 2013年2月11日  | フランス                                                                | シャネル・ピカソ・コクトー 三人の友情を育んだ南仏コート・ダジュールの青い海【特別版】                                   |                   | #2の再編集                                                         |
| 19   | 2013年2月18日  | スペイン                                                                | マドリード〜セビーリャ〜 情熱のステップと旋律が生まれた街へ                                                             |                   |                                                                    |
| 20   | 2013年2月25日  | スペイン                                                                | スペインらしさとイスラムの名残を求めて 憧れのアンダルシア紀行                                                           |                   |                                                                    |
| 21   | 2013年3月4日   | フランス                                                                | 南仏 紺碧海岸 セレブ気分の旅 〜一度は行きたい極上ホテルを満喫〜                                                         |                   |                                                                    |
| 22   | 2013年3月11日  | フランス                                                                | 聖なるモン・サン・ミッシェル フランス・パワースポット 幸運を手に入れよう【特別版】                                      |                   | #5の再編集                                                         |
| 23   | 2013年3月18日  | フランス                                                                | フランス美食紀行 シードル・カキそしてモン・サン・ミッシェルへの旅【特別版】                                             |                   | #6の再編集                                                         |
| 24   | 2013年3月25日  | フランス                                                                | 芸術の国フランス 心に響くアートを探して                                                                                 |                   |                                                                    |
| 25   | 2013年4月1日   | フランス スペイン イタリア オーストリア                                 | 美食・芸術・音楽・絶景 休日はヨーロッパで〜フランス・スペイン・イタリア・オーストリアを巡る                             |                   | 2時間スペシャル                                                    |
| 26   | 2013年4月22日  | フランス                                                                | 世界のセレブが憧れる最高のヴァカンスライン ニース〜モナコ ラグジュアリー紀行                                            |                   |                                                                    |
| 27   | 2013年4月29日  | イタリア                                                                | メッシーナ〜パレルモ 美食と陽気な人々に会える島                                                                         |                   |                                                                    |
| 28   | 2013年5月6日   | イタリア                                                                | パレルモ アグリジェント あったかシチリア 名作の郷を訪ねて                                                               |                   |                                                                    |
| 29   | 2013年5月20日  | イタリア                                                                | グルッと一周シチリア紀行 素顔のシチリアに触れたい                                                                       |                   |                                                                    |
| 30   | 2013年5月27日  | スペイン                                                                | マドリード〜バルセロナ セルバンテスからガウディへ 田舎気分を味わいながら向かう旅                                        |                   |                                                                    |
| 31   | 2013年6月3日   | イギリス                                                                | ロンドン〜グリーンウェイ ミステリーの女王 アガサ・クリスティー 謎に満ちた人生を巡る                                     |                   | 2時間スペシャル                                                    |
| 32   | 2013年6月17日  | イギリス                                                                | イギリス 最強のパワースポットを巡る                                                                                     |                   |                                                                    |
| 33   | 2013年6月24日  | スペイン                                                                | バルセロナ〜フィゲレス アートと美食の旅                                                                                 |                   |                                                                    |
| 34   | 2013年7月1日   | スペイン                                                                | バルセロナ〜バレンシア 建築とパワースポット 火祭りにむかって                                                            |                   |                                                                    |
| 35   | 2013年7月15日  | オランダ                                                                | フェルメールが愛した青を探して アムステルダム〜デルフト 色彩の王国紀行                                                  |                   |                                                                    |
| 36   | 2013年7月22日  | アメリカ                                                                | アメリカ ニューオリンズ〜メンフィス ジャズからロックンロールまで音楽の旅                                                |                   |                                                                    |
| 37   | 2013年7月29日  | アメリカ                                                                | ロックンロールからトム・ソーヤーの冒険まで メンフィス〜セントルイス アメリカンスピリッツを巡る旅                        |                   |                                                                    |
| 38   | 2013年8月5日   | イギリス フランス イタリア                                              | 豪華オリエント急行で行くイタリア ラブロマンスの旅 最高の贅沢と情熱的な恋を探して ロンドン〜パリ〜ヴェネチア〜ヴェローナ | 小林清志          | 2本同日放映 2時間スペシャル                                        |
| 39   | 2013年8月5日   | イギリス フランス イタリア                                              | 豪華オリエント急行で行くイタリア ラブロマンスの旅 最高の贅沢と情熱的な恋を探して ロンドン〜パリ〜ヴェネチア〜ヴェローナ | 小林清志          | 2本同日放映 2時間スペシャル                                        |
| 40   | 2013年8月26日  | オランダ                                                                | 家が教えてくれる家族の横顔 ロッテルダム〜アムステルダム こんな家に住んでみたい!                                         |                   |                                                                    |
| 41   | 2013年9月2日   | スイス                                                                  | マッターホルン トレッキング紀行 アルプスの日の出を見に行こう                                                            |                   |                                                                    |
| 42   | 2013年9月16日  | スペイン                                                                | 黒い瞳のナタリーを探して                                                                                                |                   |                                                                    |
| 43   | 2013年9月23日  | スイス                                                                  | 憧れの山と湖の国スイス 5つ星ホテルと癒しのスパ                                                                          |                   |                                                                    |
| 44   | 2013年9月30日  | スペイン                                                                | スペイン 究極の輝きを求めて 煌めく宝石 ローマ帝国の遺産                                                                 |                   |                                                                    |
| 45   | 2013年10月7日  | 台湾                                                                    | 熱烈歓迎!休日は台湾で 体の中からキレイに 美食・中国茶・SPAに感激                                                        |                   | 2本同日放映 2時間スペシャル                                        |
| 46   | 2013年10月7日  | 台湾                                                                    | 熱烈歓迎!休日は台湾で 体の中からキレイに 美食・中国茶・SPAに感激                                                        |                   | 2本同日放映 2時間スペシャル                                        |
| 47   | 2013年10月21日 | フランス                                                                | フランスでもっとも美しい村へ パリ〜ミデイ・ピレネー フランスの田舎を満喫                                                |                   |                                                                    |
| 48   | 2013年10月28日 | ブルガリア ルーマニア                                                   | ブルガリア〜ルーマニア 東欧 国際列車に乗って ヨーグルト祭りへ                                                           |                   |                                                                    |
| 49   | 2013年11月4日  | スイス                                                                  | インターラーケン〜ユングフラウヨッホ アルプストレッキング 憧れのユングフラウ鉄道に乗って                                |                   |                                                                    |
| 50   | 2013年11月18日 | フランス                                                                | パリ〜ミヨー フランス ミデイ・ピレネー 世界遺産と絶景を巡る                                                             |                   |                                                                    |
| 51   | 2013年11月25日 | ルーマニア                                                              | ドラキュラの故郷を訪ねて                                                                                                |                   |                                                                    |
| 52   | 2014年12月6日  | ドイツ                                                                  | ロマンティック街道 憧れの中世の町並みへ ビュルツブルク〜ネルトリンゲン                                                  |                   |                                                                    |
| 53   | 2013年12月16日 | ブルガリア                                                              | ソフィア〜ヴェリコ・タルヴォ 素朴な優しさに触れる旅                                                                     |                   |                                                                    |
| 54   | 2013年12月23日 | フランス                                                                | パリ〜ストラスブール フランスのクリスマスに感激!1年に1度の美しい日                                                      |                   |                                                                    |
| 55   | 2014年1月6日   | イギリス                                                                | ロイヤルファミリー 王室御用達                                                                                           |                   |                                                                    |
| 56   | 2014年1月13日  | デンマーク                                                              | コペンハーゲン〜ビルン おとき話とおもちゃの国へ                                                                         |                   |                                                                    |
| 57   | 2014年1月20日  | フランス                                                                | トゥールーズ〜コンク ミディ・ピレネー 個性あふれる星付きレストランへ行こう!                                             |                   |                                                                    |
| 58   | 2014年1月27日  | スペイン                                                                | ショパンが愛を誓った島 マジョルカ島                                                                                     |                   |                                                                    |
| 59   | 2014年2月3日   | ドイツ                                                                  | ロマンチック街道 音楽の調べとともに巡る                                                                                 |                   |                                                                    |
| 60   | 2014年2月10日  | イタリア                                                                | ヴェネチア〜ヴェローナ ラブロマンスの旅 ジュリエットの恋を探して                                                        |                   |                                                                    |
| 61   | 2014年2月17日  | イギリス                                                                | ロンドン〜モートン・イン・マーシュ おいしいイギリスを探せ!進化するブリティッシュキュイジーヌを巡る旅                    |                   |                                                                    |
| 62   | 2014年2月24日  | デンマーク                                                              | ヘルシンオア〜コペンハーゲン 素敵な暮らしをのぞいてみよう                                                               |                   |                                                                    |
| 63   | 2014年3月3日   | スペイン                                                                | バルセロナ〜サラゴサ 祭りの国スペインを巡る                                                                             |                   |                                                                    |
| 64   | 2014年3月10日  | フランス                                                                | アヴィニョン〜アルル 南仏プロヴァンス 憧れのシャトーホテルに泊まろう!                                                   |                   |                                                                    |
| 65   | 2014年3月17日  | イギリス                                                                | ロンドン〜リヴァプール ビートルズを探して 1度は行きたい聖地を巡る                                                       |                   |                                                                    |
| 66   | 2014年3月24日  | スペイン                                                                | バルセロナ〜サン・セバスティアン 伝統を受け継ぐ人々と出会う旅                                                           |                   |                                                                    |
| 67   | 2014年3月31日  | イギリス                                                                | ロンドン〜パリ〜ベネチア ロンドン発 豪華オリエント急行で行く 最高の贅沢を味わう旅                                       | 小林清志          |                                                                    |
| 68   | 2014年4月7日   | フランス                                                                | もうひとつのプロヴァンス 大自然と祭りを満喫しよう!                                                                      |                   |                                                                    |
| 69   | 2014年4月21日  | ポルトガル                                                              | リスボン〜ポルト 大航海時代の面影を求めて                                                                               |                   |                                                                    |
| 70   | 2014年4月28日  | 香港                                                                    | 旺角〜香港島 占い ジュエリー グルメ 2泊3日 香港で開運!パワーチャージの旅                                                |                   |                                                                    |
| 71   | 2014年5月5日   | フランス                                                                | アヴィニョン→ロデズ→アルル→コルマール フランスのもっとも美しい村へ 1度は訪れたい!絶景を求めて                           |                   |                                                                    |
| 72   | 2014年5月19日  | ベトナム                                                                | サイゴン〜フエ 絶対おさえたいベトナム                                                                                   |                   |                                                                    |
| 73   | 2014年5月26日  | 香港                                                                    | 尖沙咀〜香港島 香港2泊3日 絶品グルメの美味に感動!                                                                       |                   |                                                                    |
| 74   | 2014年6月2日   | スイス アメリカ フランス スペイン イタリア 中国                         | 一生に一度は行きたいスペシャル! 世界の絶景からパワースポット!チベット鉄道まで全て見せます                               |                   | 2本同日放映 2時間スペシャル                                        |
| 75   | 2014年6月2日   | スイス アメリカ フランス スペイン イタリア 中国                         | 一生に一度は行きたいスペシャル! 世界の絶景からパワースポット!チベット鉄道まで全て見せます                               |                   | 2本同日放映 2時間スペシャル                                        |
| 76   | 2014年6月16日  | ポルトガル                                                              | ポルトガル リスボン〜ロカ岬 哀愁のポルトガルを巡る                                                                      |                   |                                                                    |
| 77   | 2014年6月30日  | フランス                                                                | 南フランス コート・ダジュール ニース〜マンドリュー＝ラ・ナプール 一度は行きたかった南仏三大祭りを巡る                   |                   |                                                                    |
| 78   | 2014年7月14日  | イタリア                                                                | ミラノ〜ボローニャ 本場イタリアに乾杯!職人の技と伝統の味を巡る                                                          |                   |                                                                    |
| 79   | 2014年7月21日  | アメリカ                                                                | 憧れのニューヨーク3泊4日の旅 観て!触って!食べて!世界最高の街の素顔に触れる                                              |                   |                                                                    |
| 80   | 2014年7月28日  | ベトナム                                                                | サイゴン〜ニャチャン 癒しのビーチリゾートへ                                                                             |                   |                                                                    |
| 81   | 2014年8月4日   | カナダ                                                                  | カナダ トロント〜プリンスエドワード島 赤毛のアンのふるさとへ 大自然に癒されたい!                                        |                   | 2本同日放映 2時間スペシャル                                        |
| 82   | 2014年8月4日   | カナダ                                                                  | カナダ トロント〜プリンスエドワード島 赤毛のアンのふるさとへ 大自然に癒されたい!                                        |                   | 2本同日放映 2時間スペシャル                                        |
| 83   | 2014年8月18日  | フランス                                                                | エクス＝アン＝プロヴァンス〜カンヌ 美食に乾杯!南フランスの海の幸・山の幸                                                |                   |                                                                    |
| 84   | 2014年8月25日  | イギリス                                                                | イギリス ロンドン〜ヒーバー ロンドン発庭園紀行 イングリッシュガーデンを巡る!                                            |                   |                                                                    |
| 85   | 2014年9月1日   | イギリス フランス アメリカ                                              | ロンドン・パリ・ニューヨーク ロンドン発 日帰りで行く!映画で巡る三都物語                                                 |                   | 2本同日放映 2時間スペシャル                                        |
| 86   | 2014年9月1日   | イギリス フランス アメリカ                                              | ロンドン・パリ・ニューヨーク ロンドン発 日帰りで行く!映画で巡る三都物語                                                 |                   | 2本同日放映 2時間スペシャル                                        |
| 87   | 2014年9月15日  | ポルトガル                                                              | リスボン市内 トラムで巡る歴史の街リスボン                                                                               |                   |                                                                    |
| 88   | 2014年9月22日  | ベトナム                                                                | ホイアン〜ホーチミン 素顔のベトナム おいしい料理と素敵な笑顔                                                            |                   |                                                                    |
| 89   | 2014年9月29日  | フランス                                                                | パリ〜ル・アーブル ノルマンディ地方 印象はモネの愛した風景を巡る                                                        |                   |                                                                    |
| 90   | 2014年10月6日  | イタリア                                                                | 北イタリア ミラノ〜フィレンツェ 北イタリア名曲紀行 ストラディバリウスの調べからオペラに酔いしれて                       |                   |                                                                    |
| 91   | 2014年10月20日 | ニュージーランド                                                        | オークランド〜タウポ 大自然を満喫!地球の鼓動を感じる旅                                                                  |                   |                                                                    |
| 92   | 2014年10月27日 | フランス                                                                | パリ〜カシ 南フランス一生に1度は泊まってみたい!プロヴァンスの憧れのホテルを探して                                       |                   | 3時間スペシャル                                                    |
| 93   | 2014年11月3日  | ペルー                                                                  | クスコ〜チチカカ湖 天空の遺跡マチュピチュ 豪華列車オリエント急行で行こう! 地上3,800mの絶景を探して                      |                   |                                                                    |
| 94   | 2014年11月17日 | チベット                                                                | 西寧〜ニンティ チベット 2日 2,593km 絶景に出会う旅                                                                      |                   |                                                                    |
| 95   | 2014年11月24日 | イタリア                                                                | 北イタリア 一度は行きたいミラノ! 最後の晩餐に出会う旅                                                                   |                   |                                                                    |
| 96   | 2014年12月15日 | アメリカ                                                                | 最新スイーツ&ファッション 誰も知らないニューヨークを巡る旅                                                              |                   |                                                                    |
| 97   | 2014年12月29日 | 香港                                                                    | クリスマス特別企画 2泊3日で香港丸かじり                                                                                 |                   |                                                                    |
| 98   | 2014年12月29日 | ドイツ                                                                  | ベルリン〜ドレスデン ドイツクラシック紀行 世界の音楽家が憧れるオペラハウスへ                                            |                   |                                                                    |
| 99   | 2015年1月5日   | スイス フランス スペイン                                                | 今年こそ行きたい!初夢紀行                                                                                               |                   |                                                                    |
| 100  | 2015年1月12日  | オーストリア                                                            | ウィーン〜ザルツブルク クラシック紀行 モーツァルトの聖地を巡る                                                          |                   |                                                                    |
| 101  | 2015年1月26日  | ニュージーランド                                                        | オークランド〜ロトルア 先住民族マオリの文化を感じる旅                                                                   |                   |                                                                    |
| 102  | 2015年2月9日   | スペイン                                                                | カンダス〜フェロル 1度は訪れたい!憧れの聖地 豪華列車トランスカンタブリコ号                                              |                   |                                                                    |
| 103  | 2015年2月16日  | ドイツ                                                                  | ベルリン〜マイセン こだわりの食器が欲しい ドイツ憧れのマイセンへ                                                        |                   |                                                                    |
| 104  | 2015年2月23日  | オーストリア                                                            | ウィーン〜ザルツブルク あこがれの音楽の都へ 素顔のウィーンに乾杯!                                                       |                   |                                                                    |
| 105  | 2015年3月2日   | イタリア                                                                | まるごと3時間スペシャル 今年こそ絶対行きたい! ローマ・ヴェネチア・ミラノ 美食・絶景・芸術に乾杯!                        |                   | 3時間スペシャル                                                    |
| 106  | 2015年3月9日   | ペルー                                                                  | クスコ〜チチカカ湖 標高3,800m 天空の湖へ                                                                                |                   |                                                                    |
| 107  | 2015年3月23日  | スウェーデン                                                            | ストックホルム〜ヨーテボリ 北欧デザインのある暮らし                                                                     |                   |                                                                    |
| 108  | 2015年3月30日  | ニュージーランド                                                        | ブリトマート〜マウント・アルバート こんな町で暮らしたい!自然・都会と海に包まれて                                        |                   |                                                                    |
| 109  | 2015年4月6日   | ペルー                                                                  | マチュピチュ〜クスコ 憧れのマチュピチュ 聖なる谷 極上ホテルで巡る旅                                                     |                   |                                                                    |
| 110  | 2015年4月20日  | 台湾                                                                    | 台北〜基隆 2泊3日台湾丸かじり 三大祭り・中元祭へ!                                                                       |                   |                                                                    |
| 111  | 2015年4月27日  | カナダ                                                                  | カナダ 2,000キロを行く&赤毛のアンのふるさとへ                                                                           |                   |                                                                    |
| 112  | 2015年5月11日  | フランス                                                                | パリ〜サン・マロ あなたの知らない 祈りの聖地 モン・サン・ミッシェル(前編)                                               |                   | 2本同日放映                                                        |
| 113  | 2015年5月11日  | フランス                                                                | パリ〜サン・マロ あなたの知らない 祈りの聖地 モン・サン・ミッシェル(後編)                                               |                   | 2本同日放映                                                        |
| 114  | 2015年5月18日  | スイス                                                                  | ジュネーヴ〜グリュイエール あま〜い香りに誘われて! ミルクチョコレートの故郷へ チョコレート・トレインでGO!               |                   |                                                                    |
| 115  | 2015年5月25日  | メキシコ                                                                | メキシコシティ〜テオティワカン 世界遺産を巡って メキシコ古代文明へ                                                      |                   |                                                                    |
| 116  | 2015年6月8日   | 南アフリカ共和国                                                        | ヨハネスブルグ〜ケープタウン 世界一の豪華列車で行く!1,600キロの旅                                                       |                   | 2時間スペシャル                                                    |
| 117  | 2015年6月15日  | スウェーデン                                                            | ストックホルム〜レクサンド 夏を楽しもう!最大の夏至祭りへ                                                                |                   |                                                                    |
| 118  | 2015年6月29日  | イギリス フランス モナコ                                                | 欧州3か国 気分はロイヤルに! 〜ロンドン・パリ・モナコ〜                                                                  |                   |                                                                    |
| 119  | 2015年7月6日   | スペイン                                                                | マドリード〜パンプローナ スペイン三大祭り 牛追い祭りに行こう!                                                           |                   |                                                                    |
| 120  | 2015年7月13日  | フランス                                                                | パリ〜カーン ノルマンディ地方 フランスの美しい村を巡る!                                                                 |                   |                                                                    |
| 121  | 2015年7月20日  | フランス オランダ イギリス                                              | 欧州3か国を巡る あの名作のふるさとへ!                                                                                   |                   |                                                                    |
| 122  | 2015年8月3日   | ペルー                                                                  | クスコ〜チチカカ湖 豪華列車で行く天空の湖                                                                               |                   |                                                                    |
| 123  | 2015年8月10日  | シンガポール マレーシア タイ                                            | シンガポール〜タイ アジア最高の豪華列車の旅 イースタン＆オリエンタル・エクスプレス                                      |                   |                                                                    |
| 124  | 2015年8月24日  | スイス                                                                  | ジュネーブ〜シオン 夏のお祭りを満喫 アルプスに響くホルンの調べに感激!                                                   |                   |                                                                    |
| 125  | 2015年9月7日   | イタリア                                                                | ヴェネチア〜フィレンツェ 至極のおしゃれ・グルメ・芸術に感動!北イタリア満喫の旅!                                         |                   |                                                                    |
| 126  | 2015年9月14日  | イタリア                                                                | ローマ〜アグリジェント 南イタリア・島巡り 青の洞窟＆シチリア島へ                                                        |                   |                                                                    |
| 127  | 2015年9月28日  | アメリカ                                                                | ニューオリンズ〜セントルイス アムトラックで行く!アメリカ1,000キロの旅                                                   |                   |                                                                    |
| 128  | 2015年10月5日  | スウェーデン                                                            | ストックホルム〜ヨーテボリ 素顔のスウェーデン 森と湖の国へ!                                                             |                   |                                                                    |
| 129  | 2015年10月12日 | スイス                                                                  | ジュネーヴ〜ニヨン レマン湖畔の可憐な街を巡る旅 オードリーの愛したスイス                                                |                   |                                                                    |
| 130  | 2015年10月26日 | 香港                                                                    | 旺角〜尖沙咀 2泊3日で味わい尽くす!誰も知らない香港の旅                                                                  |                   |                                                                    |
| 131  | 2015年11月2日  | ドイツ                                                                  | ローテンブルク〜フュッセン 華麗なる古城へ!哀愁のロマンティック街道                                                      |                   |                                                                    |
| 132  | 2015年11月9日  | ペルー                                                                  | クスコ〜マチュピチュ 憧れのマチュピチュへ インカミステリーの旅                                                          |                   |                                                                    |
| 133  | 2015年11月30日 | フランス                                                                | フランス パリ〜トゥルーヴィル・ドーヴィル 美味しいフランス ノルマンディ料理に舌鼓!                                      |                   |                                                                    |
| 134  | 2015年12月7日  | イギリス フランス イタリア スペイン ペルー 南アフリカ                   | 一生に一度の旅へ!!憧れの豪華列車で行く世界遺産!                                                                         |                   |                                                                    |
| 135  | 2015年12月14日 | イタリア                                                                | ローマ〜ヴェネチア ルネサンスルートの旅 仮面舞踏会!ヴェネチア・カーニバルへ                                             |                   |                                                                    |
| 136  | 2015年12月28日 | フランス ルーマニア オランダ カナダ                                     | 古城の館からメルヘンの世界まで 世界!こんな家に暮らしたい!                                                               |                   |                                                                    |
| 137  | 2016年1月4日   | スペイン                                                                | バルセロナ〜レウス スペイン・カタルーニャ ガウディ心の旅路を巡る                                                        |                   |                                                                    |
| 138  | 2016年1月11日  | スペイン                                                                | マドリード・セビリア・バレンシア・パンプローナ フラメンコ・火祭・牛追い 情熱の国スペイン3大祭りへ!                      |                   |                                                                    |
| 139  | 2016年1月25日  | ドイツ                                                                  | フランクフルト〜ライプツィヒ 名曲の調べとともに ゲーテ街道を行く                                                        |                   |                                                                    |
| 140  | 2016年2月1日   | イタリア                                                                | ローマ〜ナポリ〜ソレント 南イタリア カンツォーネに乾杯!                                                                 |                   |                                                                    |
| 141  | 2016年2月8日   | フランス                                                                | パリ〜イスーダン チョコレートよりも甘い旅 愛の聖地ヴァレンタイン村へ!                                                   | ケイ・グラント    |                                                                    |
| 142  | 2016年2月22日  | ドイツ デンマーク                                                       | ヨーロッパ 極上の大人旅 憧れのマイセンへ                                                                                |                   |                                                                    |
| 143  | 2016年3月7日   | イギリス フランス イタリア スペイン                                     | 絶対に行きたい!欧州7つ旅 永久保存版1泊2日で行くベストセレクション                                                       | 伊武雅刀          | 2時間スペシャル                                                    |
| 144  | 2016年3月14日  | イタリア                                                                | ローマ〜ヴェネチア ヴェネチア・仮面カーニバル 憧れの仮面舞踏会へ!                                                       | 下條アトム        |                                                                    |
| 145  | 2016年3月21日  | 台湾                                                                    | 台北〜阿里山 桜咲く阿里山 雲海の絶景へ!                                                                                 |                   |                                                                    |
| 146  | 2016年4月4日   | イタリア                                                                | ローマ〜ソレント 南イタリア 極上の旅 世界最高6つ星レストランへ                                                          | 下條アトム        |                                                                    |
| 147  | 2016年4月18日  | フランス                                                                | ニース〜デイーニュ・レ・バン 南仏プロヴァンス ハーブの故郷 ラベンダー畑へ行こう!                                        | 小倉久寛          |                                                                    |
| 148  | 2016年5月2日   | スイス イギリス 中国 イタリア ニュージーランド メキシコ ペルー モロッコ | 世界探検ミステリー紀行 失われた7つの帝国 時空を超えた世界遺産への旅                                                     | 下條アトム 増岡弘 | 2時間スペシャル                                                    |
| 149  | 2016年5月9日   | イタリア                                                                | ヴェネチア〜フィレンツェ あの最高傑作に会いたい!もうひとつのルネサンス紀行                                              | 江守徹            |                                                                    |
| 150  | 2016年5月23日  | タイ                                                                    | バンコク〜アユタヤ 歴史ロマンを求めて 世界遺産・古都アユタヤへ                                                          | 小倉久寛          |                                                                    |
| 151  | 2016年5月30日  | 南アフリカ共和国                                                        | ヨハネスブルグ〜ケープタウン 南アフリカ 豪華列車・ブルートレインで行く! 大自然を満喫・アフリカ大陸紀行                  |                   |                                                                    |
| 152  | 2016年6月13日  | フランス ドイツ                                                         | フランス 太陽街道／巡礼街道 ドイツ ロマンティック街道 憧れの欧州3つの街道をゆく!2泊3日の旅                              | 長塚京三 宇梶剛士 | 2本同日放映 2時間スペシャル                                        |
| 153  | 2016年6月13日  | フランス ドイツ                                                         | フランス 太陽街道／巡礼街道 ドイツ ロマンティック街道 憧れの欧州3つの街道をゆく!2泊3日の旅                              | 長塚京三 宇梶剛士 | 2本同日放映 2時間スペシャル                                        |
| 154  | 2016年6月20日  | メキシコ                                                                | メキシコシティ〜グアナファト 銀の道で行く極上の旅 美しき色彩の国メキシコ                                                | 小倉久寛          |                                                                    |
| 155  | 2016年7月4日   | スペイン スウェーデン フランス                                          | バカンスはヨーロッパで! 欧州6か国 鉄道紀行特選!あなたはどっちの旅プラン!                                                | 川平慈英 増岡弘   | 2本同日放映 2時間スペシャル                                        |
| 156  | 2016年7月4日   | スペイン スウェーデン フランス                                          | バカンスはヨーロッパで! 欧州6か国 鉄道紀行特選!あなたはどっちの旅プラン!                                                | 川平慈英 増岡弘   | 2本同日放映 2時間スペシャル                                        |
| 157  | 2016年7月25日  | スイス                                                                  | ジュネーヴ〜ローザンヌ 伝統が息づくスイス アルプスの里 世界遺産への旅                                                   | 下條アトム        |                                                                    |
| 158  | 2016年8月8日   | アメリカ スイス フランス オランダ ギリシャ                              | 世界12か国 極上の列車で行こう!特選7つの旅スペシャル 【前編】極上の列車で行こう!                                         | 川平慈英 小倉久寛 | 2本同日放映 2時間スペシャル                                        |
| 159  | 2016年8月8日   | シンガポール マレーシア タイ ペルー イギリス フランス スイス イタリア   | 世界12か国 極上の列車で行こう!特選7つの旅スペシャル【後編】豪華列車オリエント急行の全て見せます!                        | 川平慈英 小倉久寛 | 2本同日放映 2時間スペシャル                                        |
| 160  | 2016年8月22日  | イギリス                                                                | ロンドン〜ウインダミア イギリスで最も美しい風景・湖水地方 ピーターラビットを探そう!                                     |                   |                                                                    |
| 161  | 2016年9月5日   | 中国                                                                    | 遙かなるシルクロード 敦煌へ 世界遺産を巡る!                                                                             | ジョン・カビラ    | 2本同日放映 2時間スペシャル                                        |
| 162  | 2016年9月5日   | 中国                                                                    | 遙かなるシルクロード 敦煌へ 世界遺産を巡る!                                                                             | ジョン・カビラ    | 2本同日放映 2時間スペシャル                                        |
| 163  | 2016年9月26日  | イタリア                                                                | ヴェネチア〜アマルフィ イタリア縦断の旅 世界遺産・アマルフィへ                                                          | 江守徹            |                                                                    |
| 164  | 2016年10月3日  | 南アフリカ共和国                                                        | 世界一の豪華列車 ブルートレイン 感動大陸!アフリカ1,600キロの旅 大自然の息吹をあなたに!                                  | 下條アトム        | 2本同日放映 2時間スペシャル                                        |
| 165  | 2016年10月3日  | 南アフリカ共和国                                                        | 世界一の豪華列車 ブルートレイン 感動大陸!アフリカ1,600キロの旅 大自然の息吹をあなたに!                                  | 下條アトム        | 2本同日放映 2時間スペシャル                                        |
| 166  | 2016年10月24日 | フランス                                                                | バスティア〜アジャクシオ フランスの美しい島 コルシカでバカンス満喫                                                      | 小倉久寛          |                                                                    |
| 167  | 2016年10月31日 | シンガポール マレーシア タイ                                            | シンガポール〜タイ アジア最高の列車に乗って 極上のオリエンタルジャーニー                                                | 池田昌子          |                                                                    |
| 168  | 2016年11月7日  | イギリス                                                                | ロンドン〜ウインダミア イギリスで最も美しい風景・湖水地方 詩人ワーズワースの庭                                          | ジョン・カビラ    |                                                                    |
| 169  | 2016年11月21日 | スペイン                                                                | マジョルカ〜クラクフ ピアノの詩人 ショパン愛の旅路                                                                      | 増岡弘            |                                                                    |
| 170  | 2016年12月5日  | イギリス                                                                | 一生に一度は乗りたい世界の豪華列車                                                                                      | ジョン・カビラ    | 2本同日放映 2時間スペシャル                                        |
| 171  | 2016年12月5日  | カナダ                                                                  | 豪華列車の旅 アザラシの赤ちゃんに逢いたい!カナダ大横断5,000キロ                                                         | ジョン・カビラ    | 2本同日放映 2時間スペシャル                                        |
| 172  | 2016年12月19日 | フランス                                                                | パリ〜シャモニー スイス・イタリア 国境の街シャモニー アルプスの最高峰モンブランへ!                                      | 池田昌子          |                                                                    |
| 173  | 2017年1月16日  | イギリス                                                                | ロンドン〜アルンデル イギリスの美しい街へ!イングリッシュガーデン巡り                                                    | 小倉久寛          |                                                                    |
| 174  | 2017年1月23日  | フランス イタリア スイス                                                | アヌシー〜ムジェーヴ 冬の絶品料理を求めて ３か国美食ホテルを巡る旅へ!                                                   | 池田昌子          |                                                                    |
| 175  | 2017年1月30日  | メキシコ                                                                | チワワ〜ロス・モチス 大自然を行く チワワ太平洋鉄道の旅                                                                  | 川平慈英          |                                                                    |
| 176  | 2017年2月6日   | フランス                                                                | パリ〜ディーニュ・レ・バン 南仏プロヴァンス 天才３つ星シェフ アラン・デュカスの隠れ宿へ!                                | 池田昌子          |                                                                    |
| 177  | 2017年2月27日  | 日本                                                                    | 佐世保〜長崎 ニッポン豪華列車の旅 甦った幻の車両 感動体験!                                                              | 銀河万丈          |                                                                    |
| 178  | 2017年3月13日  | フランス                                                                | パリ発 奇跡の聖地を巡る3つの旅 世界遺産モン･サン＝ミッシェルへ 聖女ジャンヌ・ダルク奇跡の地へ ルルド 奇跡の泉へ         | 大塚明夫          | 2本同日放映 2時間スペシャル                                        |
| 179  | 2017年3月13日  | フランス                                                                | パリ発 奇跡の聖地を巡る3つの旅 世界遺産モン･サン＝ミッシェルへ 聖女ジャンヌ・ダルク奇跡の地へ ルルド 奇跡の泉へ         | 大塚明夫          | 2本同日放映 2時間スペシャル                                        |
| 180  | 2017年3月20日  | フランス スイス                                                         | パリ〜シャトー・デー 冬のバカンス フランス＆スイス欧州2か国の旅! 美しいアルプス絶景体験                                 | ジョン・カビラ    |                                                                    |
| 181  | 2017年3月27日  | 中国                                                                    | シルクロードの奇跡 敦煌へ 四大石窟を巡る旅                                                                              | 池田昌子          |                                                                    |
| 182  | 2017年4月17日  | スペイン                                                                | マドリード〜セビリア スペイン三大祭り 情熱的な春祭り                                                                    | 小倉久寛          |                                                                    |
| 183  | 2017年4月24日  | スペイン                                                                | マドリード〜コルドバ 知られざるスペイン文化を体験 花が溢れる華麗なパティオ祭り                                          | 小倉久寛          |                                                                    |
| 184  | 2017年5月1日   | クロアチア                                                              | ザグレブ〜トロギール 一生に一度は行きたい大人旅 アドリア海の世界遺産へ（前編）                                          | 長塚京三          |                                                                    |
| 185  | 2017年5月8日   | クロアチア                                                              | スプリット〜ドブロブニク 一生に一度は行きたい大人旅 アドリア海の世界遺産 クロアチア（後編）                             | 長塚京三          |                                                                    |
| 186  | 2017年5月22日  | イギリス                                                                | ロンドン〜イーストボーン 蒸気機関車でイギリスの美しい田舎を見つけに行こう!                                              | 大塚明夫          |                                                                    |
| 187  | 2017年6月5日   | ボリビア ペルー 中国                                                    | 一生に一度は行きたい奇跡の絶景へ マチュピチュ×秘境×世界遺産 映画『アバター』の地へ!                                     | 大塚明夫          |                                                                    |
| 188  | 2017年6月12日  | セルビア モンテネグロ                                                   | 世界遺産と祈りの聖地を巡る!3泊4日で行く中欧の旅                                                                         | 小倉久寛          |                                                                    |
| 189  | 2017年6月26日  | スペイン                                                                | マドリード〜ビトリア 美味しいスペイン!バスクの街で美食三昧の旅                                                          | 下條アトム        |                                                                    |
| 190  | 2017年7月3日   | イタリア                                                                | イタリア〜スロベニア〜クロアチア 水の都・ヴェネチア発 アドリア海3カ国の旅へ! <Part1>世界遺産と絶景に乾杯!               | キートン山田      | 濱田マリ、小倉久寛が旅人として出演                                 |
| 191  | 2017年7月10日  | スロベニア クロアチア                                                   | イタリア〜スロベニア〜クロアチア 水の都・ヴェネチア発 アドリア海3カ国の旅へ! <Part2>森と水海の絶景に感動!               | キートン山田      | 濱田マリ、小倉久寛が旅人として出演                                 |
| 192  | 2017年7月24日  | イギリス フランス                                                       | イギリス〜フランス 極上のフランス 憧れの美しい村・シャトーホテルへ行こう!                                               | 池田昌子          |                                                                    |
| 193  | 2017年7月31日  | フランス                                                                | アジャクシオ〜カルヴィ ナポレオンの故郷 素顔のコルシカ島を巡る                                                          | 神谷浩史          |                                                                    |
| 194  | 2017年8月21日  | ドイツ                                                                  | ミュンヘン発1泊2日の旅 美しいアルペン街道を巡り巡礼街道へ！(前編)                                                       | 福山潤            |                                                                    |
| 195  | 2017年8月28日  | ドイツ                                                                  | ミュンヘン発1泊2日の旅(後編) バロック・ロココ街道へ!                                                                    | 福山潤            |                                                                    |
| 196  | 2017年9月11日  | 日本                                                                    | 北海道 日本最北端×最東端 夏の北海道 美味絶景の旅へ!                                                                     | 福山潤 中山千絵   | 2時間スペシャル 旅人:田中要次・嶋田久作 濱田マリは次回予告部分のみ |
| 197  | 2017年9月18日  | タイ マレーシア シンガポール                                            | タイ〜シンガポール 豪華列車で行く！アジアゴージャスツアー                                                               | 槇大輔            |                                                                    |

### 第198回 -
| 回数 | 初回放送日     | 国                         | タイトル                                                                                        | ナレーター            | 旅人     | 備考                        |
| ---- | -------------- | -------------------------- | ----------------------------------------------------------------------------------------------- | --------------------- | -------- | --------------------------- |
| 198  | 2017年10月9日  | フィンランド               | 森と湖の国フィンランド 北欧デザインを巡る旅へ!                                                  | 福山潤 中山千絵       | 田中要次 |                             |
| 199  | 2017年10月16日 | ノルウェー                 | オスロ〜ウンドレダール ヨーロッパ屈指の絶景ルート ベルゲン急行で行く世界遺産!                   | 中山千絵              | 松尾諭   |                             |
| 200  | 2017年10月23日 | チェコ                     | 東欧・麗しのチェコ 千年の古都プラハから世界遺産の街へ!                                          | 濱田マリ              | 宇梶剛士 |                             |
| 201  | 2017年10月30日 | セルビア                   | 中欧の国・セルビアの至宝 チトー大統領専用列車に乗って!                                          | 福山潤                | 村田雄浩 |                             |
| 202  | 2017年11月6日  | 日本                       | 盲腸線の旅「上高地線」に乗って〜上高地・新穂高・奥飛騨温泉 信州の絶品&絶景探しの旅              | 福山潤                | 小倉久寛 | 2本同日放映 2時間スペシャル |
| 203  | 2017年11月6日  | 日本                       | ワンランク上の休日旅!信州の高原列車でスノーモンキーに会いに行こう!                              | 中村千絵              | 松尾諭   | 2本同日放映 2時間スペシャル |
| 204  | 2017年11月27日 | ギリシャ                   | バカンスはギリシャで!エーゲ海・遺跡・グルメを楽しむ旅へ                                         | 濱田マリ              | -        |                             |
| 205  | 2017年12月3日  | フィンランド               | トラムで巡る北欧デザインの街 美しいヘルシンキの旅!                                              | 福山潤 中村千絵       | 田中要次 | 2本同日放映 2時間スペシャル |
| 206  | 2017年12月3日  | ブルガリア                 | 美しいブルガリアを巡る旅 バラの谷・世界遺産を目指して!                                          | 福山潤 中村千絵       | 村田雄浩 | 2本同日放映 2時間スペシャル |
| 207  | 2017年12月18日 | ギリシャ                   | あなたの知らないギリシャへ                                                                      | 濱田マリ              | -        |                             |
| 208  | 2017年12月25日 | ノルウェー                 | 美味しい国ノルウェー ベルゲン急行で行く世界遺産!                                                | 中村千絵              | 松尾諭   |                             |
| 209  | 2018年1月15日  | イタリア                   | 地中海の宝石・シチリアの旅! 名作『ニュー・シネマ・パラダイス』の故郷へ                          | 福山潤                | 小倉久寛 |                             |
| 210  | 2018年1月29日  | オーストリア               | ハプスブルク家王室の旅路 特別ツアー 皇帝列車に乗って! ウィーン少年合唱団 天使の歌声の秘密       | 福山潤                | 嶋田久作 |                             |
| 211  | 2018年2月5日   | ペルー                     | 南米初の豪華夜行列車『ベルモンド アンデアン・エクスプローラー号』インカ帝国 アンデスの風になる! | 福山潤 中村千絵       | 六角精児 | 2本同日放映 2時間スペシャル |
| 212  | 2018年2月5日   | ペルー                     | 南米初の豪華夜行列車『ベルモンド アンデアン・エクスプローラー号』インカ帝国 アンデスの風になる! | 福山潤 中村千絵       | 六角精児 | 2本同日放映 2時間スペシャル |
| 213  | 2018年2月19日  | チェコ                     | 世界最高級クリスタルの秘密 ボヘミアングラス誕生の地・チェコを巡る旅!                            | 中村千絵              | 宇梶剛士 |                             |
| 214  | 2018年3月5日   | カナダ                     | 豪華列車カナディアン号に乗って 白銀の氷河へ!                                                    | 濱田マリ              | -        |                             |
| 215  | 2018年3月12日  | イタリア                   | ローマの１日を最大限に楽しむ旅 ローマ皇帝＆ローマ教皇の愛した避暑地へ!                          | 福山潤                | 小倉久寛 |                             |
| 216  | 2018年3月19日  | 日本                       | 日本の鉄道で行くローカル線の旅                                                                  | 濱田マリ              | -        |                             |
| 217  | 2018年4月2日   | イタリア                   | 南イタリア 世界遺産 日帰りの旅 妖精の家 アルベロベッロの奇跡×白亜の巨大像                       | 福原かつみ 洪英姫     | 嶋田久作 |                             |
| 218  | 2018年4月16日  | イギリス                   | 夏のイギリス・スコットランドを満喫 王家の街・エジンバラへ!                                      | 濱田マリ 福原かつみ   | -        |                             |
| 219  | 2018年4月23日  | ブルガリア                 | 一度は行きたいブルガリア 世界遺産リラの僧院へ!                                                  | 中村千絵 福原かつみ   | 村田雄浩 |                             |
| 220  | 2018年5月7日   | ペルー                     | 南米初の豪華夜行列車の旅 インカ帝国 アンデス山脈を走る! 神の鳥コンドルの谷×世界遺産 白い街      | 近石真介 中村千絵     | 六角精児 | 2本同日放映 2時間スペシャル |
| 221  | 2018年5月7日   | ペルー                     | 南米初の豪華夜行列車の旅 インカ帝国 アンデス山脈を走る! 神の鳥コンドルの谷×世界遺産 白い街      | 近石真介 中村千絵     | 六角精児 | 2本同日放映 2時間スペシャル |
| 222  | 2018年5月28日  | イギリス                   | 夏のスコットランドを豪華列車で巡る! ベルモンド ロイヤル・スコッツマンの旅                       | 濱田マリ              | -        |                             |
| 223  | 2018年6月11日  | イタリア                   | 貴族の愛した北イタリア 情熱のタンゴ祭りへ! 本場オペラ・クラシックに感動                         | 濱田マリ 下條アトム   | -        |                             |
| 224  | 2018年6月25日  | エクアドル                 | 世界遺産第一号を巡る旅 豪華列車でアンデスを駆ける!〜進化の息吹ガラパゴスへ〜                    | 濱田マリ 福山潤       | -        |                             |
| 225  | 2018年7月2日   | エクアドル                 | 世界遺産第一号を巡る旅 アンデスを越えガラパゴスへ!〜豪華列車で行く赤道の国・エクアドル〜        | 濱田マリ 福山潤       | -        |                             |
| 226  | 2018年7月23日  | タイ                       | アジアの休日 3泊4日で行く女子旅 休日は微笑みの国タイへ!                                         | 福原かつみ 珠木のぞみ | 濱田マリ |                             |
| 227  | 2018年7月30日  | フランス                   | 休日は南フランスへ!コート・ダジュールの青い海                                                   | 近石真介              | 野間口徹 |                             |
| 228  | 2018年8月6日   | ウズベキスタン             | 追憶のシルクロード 蒼穹のサマルカンドへ!                                                        | 福山潤 青山優子       | 宇梶剛士 | 2本同日放映 2時間スペシャル |
| 229  | 2018年8月6日   | カンボジア                 | 神々の聖地 アンコール・ワットへ !                                                               | 福山潤 中村千絵       | 小倉久寛 | 2本同日放映 2時間スペシャル |
| 230  | 2018年8月20日  | ウズベキスタン             | オリエント発見の旅 遥かなるシルクロード! 中央アジア『青の都』から『中世の古都』へ               | 中村千絵 福原かつみ   | 宇梶剛士 |                             |
| 231  | 2018年8月27日  | スイス                     | 世界遺産ベルニナ急行に乗って!絶景の氷河へ行こう!                                                | 近石真介              | 六角精児 |                             |
| 232  | 2018年9月24日  | スイス                     | あなたの知らないスイスへ! 世界遺産の図書館×ライン滝の瀑布×ヘップバーン愛の誓い                  | 濱田マリ              | 六角精児 |                             |
| SP   | 2021年1月1日   | スイス・フランス・スペイン | 今年こそ行きたい!初夢旅行                                                                       | 濱田マリ              | -        | 3時間スペシャル             |

## スタッフなど
- ナレーター (公式ウェブサイトではGUIDE=案内人)：濱田マリ (第197回まで)
- ナレーター：濱田マリ、中村千絵、福原かつみ ほか (第198回以降)
- コンシェルジュ：小林清志
- 撮影：岸本幸久 ほか
- VE：ニコラ・パスカリーニ ほか
- 編集：竹元風人 ほか (ザ・チューブ)
- MA：中村裕子 ほか (ザ・チューブ)
- 音効：矢部公英 (ふなや)
- リサーチ：柳川美穂
- 宣伝：高松武史
- ディレクター：河合優 ほか
- 演出・プロデューサー：元木伸一
- プロデューサー：髙安恵司
- 制作協力：JUMP
- 製作著作：BS-TBS